# 1950 في العراق
فيما يلي قوائم الأحداث التي وقعت خلال عام 1950 في العراق.

## سياسة

### انتهاء فترة المنصب
- 1 يناير – عمر نظمي وزير الدفاع.
- 5 فبراير – علي جودت الأيوبي رئيس وزراء العراق.

## مواليد

### يناير
- 1 يناير – حامد رجا شلاح عسكري عراقي.
- 1 يناير – سعدون جابر مغني عراقي.
- 1 يناير – صلاح الدين محمد بهاء الدين سياسي عراقي.
- 1 يناير – محمد عباس الدراجي شاعر وكاتب وصحفي عراقي.
- 1 يناير – معن عبد الله سرسم

### يونيو
- 1 يونيو – غانم الجميلي دبلوماسي عراقي.
- 20 يونيو – نوري المالكي رئيس وزراء العراق بين 2006_2014.

### يوليو
- 1 يوليو – أمل خضير

### أغسطس
- 1 أغسطس – أدي الثاني جيورجيس

### أكتوبر
- 23 أكتوبر – دوني جورج
- 31 أكتوبر – زها حديد مهندسة معمارية بريطانية من أصول عراقية.

### نوفمبر
- 14 نوفمبر – قحطان العطار

### تاريخ غير معروف
- غانم قدوري الحمد – أستاذ الدراسات اللغوية والقرآنية في جامعتي بغداد وتكريت.

## وفيات

### يناير
- 1 يناير – محمد أمين طاهر العمري (مواليد 1889)

### يونيو
- 19 يونيو – بيراميرد (مواليد 1867) بیرامیرد.

### أكتوبر
- 13 أكتوبر – محمد طاهر السماوي (مواليد 1876) أديب عراقي.